# Caracas
Caracas Venezuela fővárosa, közigazgatási, gazdasági és kulturális központja. Népessége 1,9 millió, elővárosokkal együtt 5,1 millió fő.
A főváros hivatalos közigazgatási megnevezése Distrito Federal, azaz Szövetségi Kerület, de a külvárosi részek Miranda Államhoz tartoznak.
A világ egyik legveszélyesebb városa, ahol 2007-ben 100 000 emberre 130 gyilkosság jutott.

## Fekvése
A metropolisz az ország északi részén, egy hegyek által övezett a Karib-tengerhez közel fekvő völgyben 760–910 m tengerszint feletti magasságban helyezkedik el. Az enyhe éghajlatú völgyet tengertől egy 2600 m magas hegylánc, a Cerro Avila választja el.

## Története
A várost Santiago de León de Caracas néven egy spanyol felfedező Diego de Losada alapította. Caracas volt a szülővárosa a latin-amerikai függetlenségi harc két nagy alakjának
Francisco de Mirandának és az „El Libertador” néven emlegetett Simón Bolívarnak. 1812. március 26-án a várost egy nagy földrengés döntötte romba, melyet a spanyol hatóságok a spanyol korona elleni lázadás büntetéseképpen állítottak be. Ahogyan a kőolajban gazdag Venezuela gazdasága dinamikusan fejlődött, úgy lett Caracas a latin-amerikai térség gazdasági központja, egyúttal az Európa és Dél-Amerika közötti kereskedelem csomópontja.

## Nevezetességei

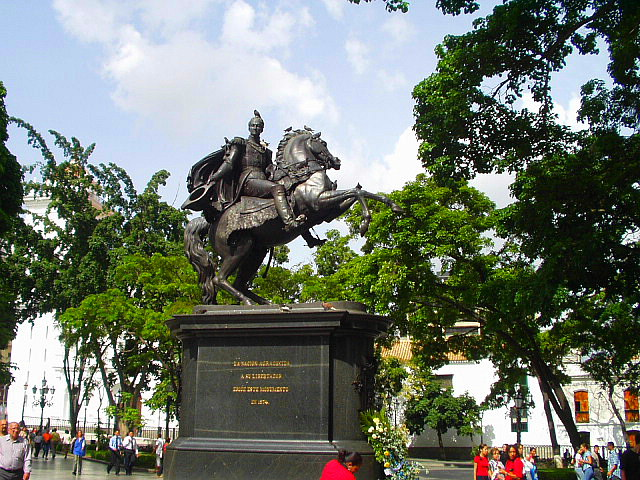
Simón Bolívar emlékműve a Plaza Bolívaron

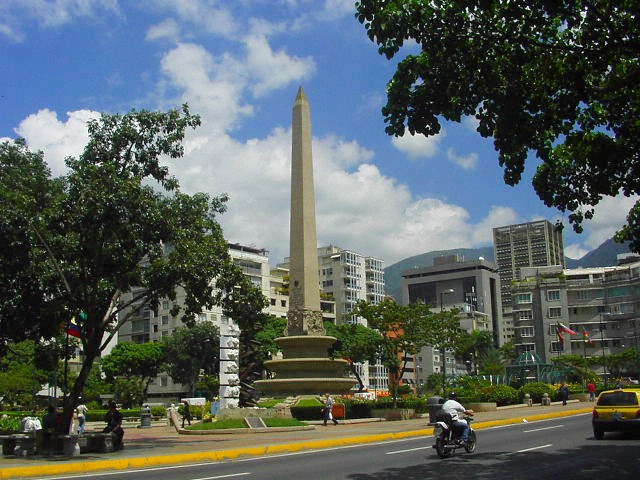
A Plaza Francia

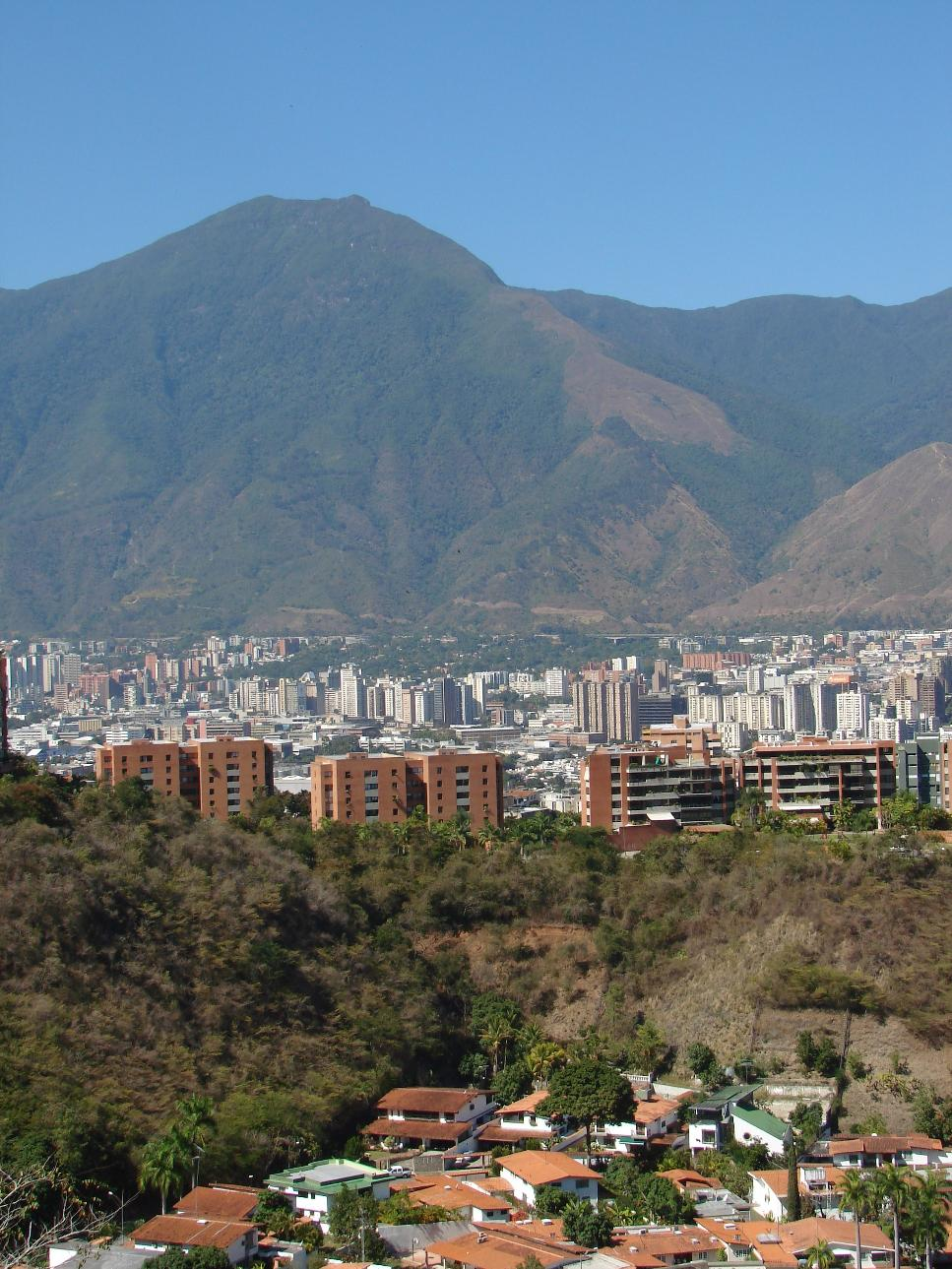
Caracas, Ávila hegy

- Capitolio Nacional, vagyis a kapitólium épülete neoklasszicista tömbjével és arany kupoláival egy egész negyedet foglal el a belvárosban. Az épületet Antonio Guzmán Blanco elnök emeltette az 1870-es években. Ovális szalonjáról híres, amelynek festett kupoláján és falain a nemzet nagyjainak képei sorakoznak. A szalon körüli termek a függetlenségi háború csatajeleneteit ábrázolják.
- A Parque del Este egy zöld oázis a város közepén, ahol különböző szórakozási lehetőségek vannak. A parkban egy kis állatkertben jellegzetes állatok láthatók. Kolumbusz híres hajójának, a Santa Mariának a másolata a park déli részén tekinthető meg.
- Simón Bolívar szülőháza a pontos rekonstrukciója annak a háznak ahol 1783. július 24-én a nagy szabadságharcos született. A múzeumban a kor fegyverei, zászlói és egyenruhái láthatók.
- Még több személyes relikvia látható a közeli Museo Bolivariano épületében, ahol csatajeleneteket ábrázoló nagyméretű festményeket is elhelyeztek. A múzeum büszkesége az a koporsó, melyben Bolívar hamvait hazahozták Kolumbiából. Teste most a Nemzeti Panteonban pihen.
- A Museo de Arte Colonial a művészeti múzeum egy szépen felújított egykori nemesi kúria épületében található. Hatalmas gyönyörű park övezi. A múzeum aprólékosan helyreállított termeiben gondosan válogatott művészeti alkotások, bútorok, háztartási eszközök és más történelmi értékek tekinthetők meg. Maga az épület 1797-ben épült és manapság valóságos oázist képez a San Bernardino negyed belvárosában.

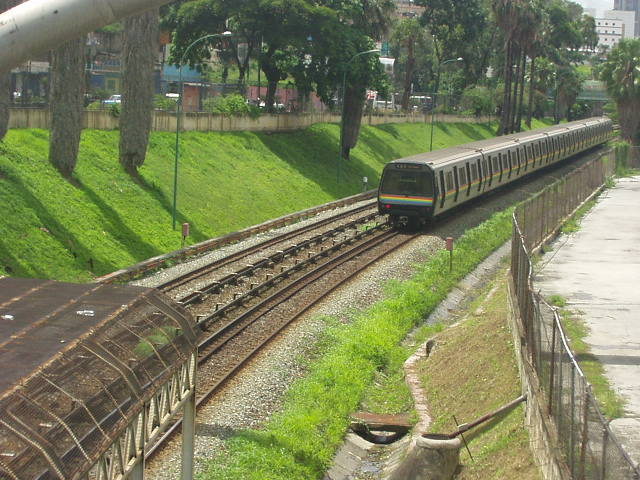
Az Aqua Salud metróállomás

- A Panteón Nacional Venezuela legméltóságteljesebb épülete a Palza Bolívartól északra a történelmi belváros északi szélén fekszik. A korábbi templomot 1874-ben Guzmán Blanco elnök nyilvánította az ország nagyjainak nyughelyévé. Az egész főhajó Simón Bolívar emlékének van szentelve, az oltár helyén a szabadsághős bronz szarkofágja látható. A panteon boltíveit az 1930-as években festették ki Bolívar életének jeleneteivel. A hatalmas kristálycsillárt 1883-ban születésének centenáriumán kapta az emlékhely. A panteonnál naponta többszöri turistalátványosságként ünnepélyes őrségváltás zajlik.
- A Parque Central a város művészeti és kulturális központja, ahol számos múzeum, színház, mozi található. Itt van a Kulturális Központ épületegyüttese és a Caracas Athaeneum a város legpatinásabb színháza is. A parkot két modern 53 emeletes nyolcszögű torony koronázza. A Mirador de la Torre ötvenkettedik emeletéről nagyszerű panoráma tárul a látogató elé.
- A Bolívar tér (Plaza Bolívar) a régi városrész központjában fekszik. Közepén Simón Bolívar monumentális emlékműve áll.
- A Museo Caracas a városi múzeum épülete, benne a város történetét bemutató állandó kiállítással és néhány nagyméretű makettel, melyek a 19. század eleji és az 1930-as évekbeli város képét mutatják.
- Az El Hatillo Caracas egyik délkeleti külvárosa, amely megőrizte a gyarmati időkben kialakult városképét. Itt látható, hogyan nézhetett ki Caracas a gyarmati időkben. A városrész a többi venezuelai városhoz hasonlóan saját Plaza Bolívarral rendelkezik, melyet az El Libertador emlékműve ural.
- A Miraflores-palota, az ország kormánypalotája, a 19. század végén épült.

## Itt született
- Antonio Guzmán Blanco (1829–1899) ötszörös venezuelai államelnök
- Baltazar Enrique Porras Cardozo római katolikus érsek, bíboros (1944–)

## Sport
- A város fő labdarúgó stadionjai az Olimpiai Stadion (befogadóképessége 35 ezer fő) és a Brigido Irarte Stadion (25 ezer fő), a Caracas FC és az Italchacao Club otthonai.
- A város főbb baseballcsapatai a Tiburones de la Guaira és a Leones del Caracas, mérkőzéseiket az Estadio Universitarióban (33 ezer fő) játsszák.
- Caracas 1983-ban a pánamerikai játékok házigazdája volt.

## Közlekedése
- Caracas legfőbb tömegközlekedési eszköze az 1983-ban megnyitott metró, amely a leggyorsabb és legbiztonságosabb közlekedést kínálja a városrészek között.

- A két caracasi buszhálózat (egy hagyományos, és egy, a metrót kiegészítő) mellett 2010 óta egyetlen vonalon tömegközlekedési célú drótkötélpályás felvonóval is rendelkezik a város.
- A Maiqueita nemzetközi repülőtér a városközponttól 13 km-re északnyugatra található.

## Éghajlata
Caracas éghajlata trópusi szavanna. Az évi átlaghőmérséklet 21 °C körüli, a csapadék 900 és 1300 milliméter között változik. Decemberben és januárban bőséges köd jelenhet meg a városban, a hirtelen éjszakai hőmérséklet-csökkenés miatt.
| Hónap | Jan. | Feb. | Már. | Ápr. | Máj. | Jún. | Júl. | Aug. | Szep. | Okt. | Nov. | Dec. | Év   |
| --- | ---- | ---- | ---- | ---- | ---- | ---- | ---- | ---- | ----- | ---- | ---- | ---- | ---- |
| Rekord max. hőmérséklet (°C)                                                                                               | 31,9 | 34,1 | 35,3 | 33,5 | 34,4 | 32,8 | 33,6 | 31,5 | 32,2  | 31,4 | 31,2 | 30,8 | 35,3 |
| Átlagos max. hőmérséklet (°C)                                                                                              | 23,3 | 23,6 | 24,3 | 25,0 | 25,8 | 26,0 | 25,5 | 25,8 | 25,5  | 25,2 | 24,6 | 23,8 | 24,9 |
| Átlaghőmérséklet (°C) | 19,6 | 19,7 | 20,2 | 21,2 | 22,0 | 22,0 | 21,7 | 21,9 | 21,9  | 21,8 | 21,3 | 20,2 | 21,1 |
| Átlagos min. hőmérséklet (°C)                                                                                              | 15,9 | 15,8 | 16,0 | 17,5 | 18,2 | 18,1 | 17,9 | 18,1 | 18,3  | 18,4 | 18,0 | 16,5 | 17,4 |
| Rekord min. hőmérséklet (°C)                                                                                               | 10,0 | 10,9 | 11,4 | 12,5 | 13,1 | 14,9 | 14,1 | 14,3 | 15,5  | 13,1 | 11,9 | 10,0 | 10,0 |
| Átl. csapadékmennyiség (mm)                                                                                                | 15   | 13   | 11   | 59   | 81   | 134  | 118  | 123  | 115   | 126  | 72   | 41   | 908  |
| Havi napsütéses órák száma                                                                                                 | 229  | 217  | 235  | 183  | 182  | 183  | 210  | 217  | 213   | 210  | 210  | 213  | 2502 |
| Forrás: Instituto Nacional de Meteorología e Hidrología (INAMEH), World Meteorological Organization, Hong Kong Observatory |      |      |      |      |      |      |      |      |       |      |      |      |      |

## Galéria

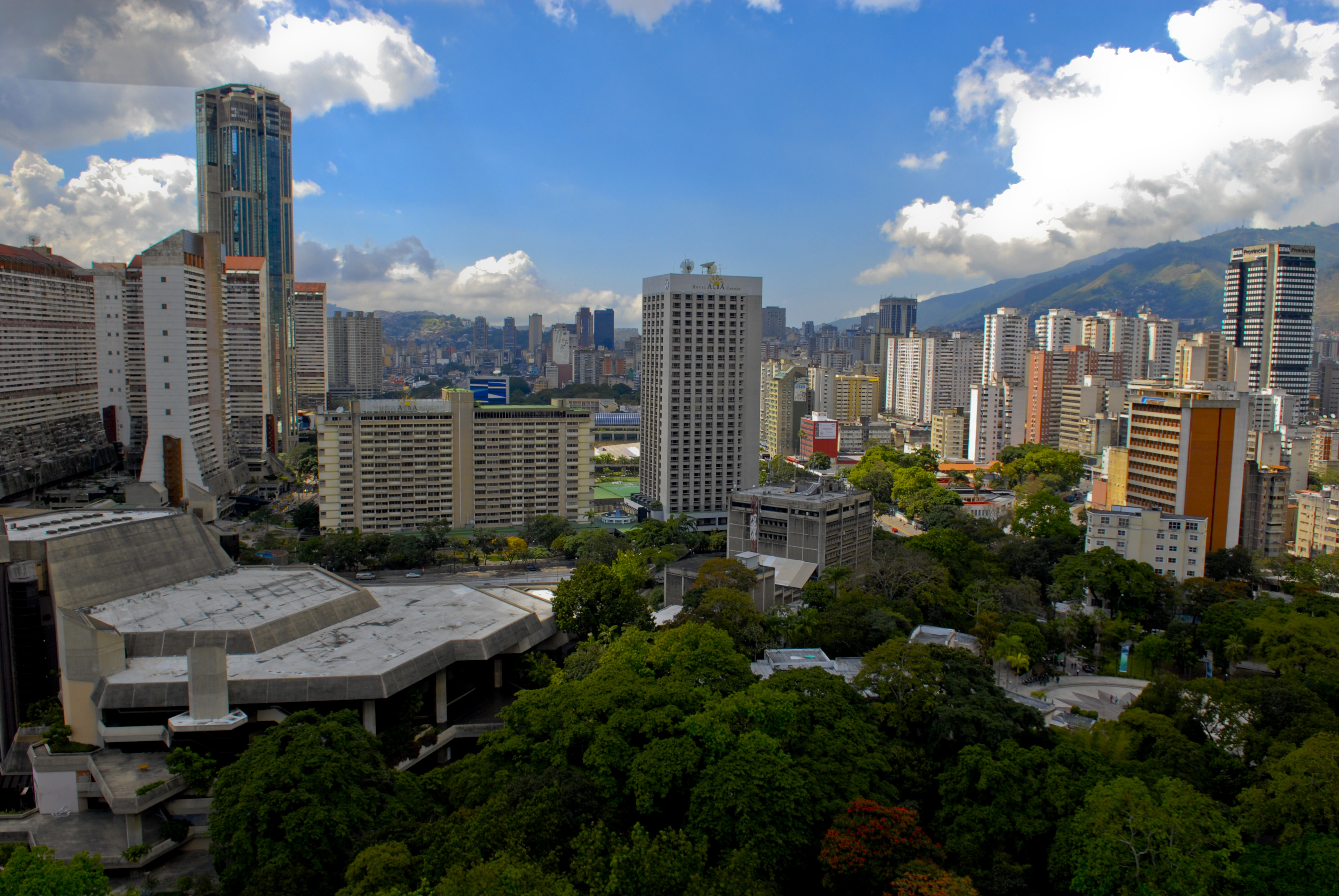
A városközpont
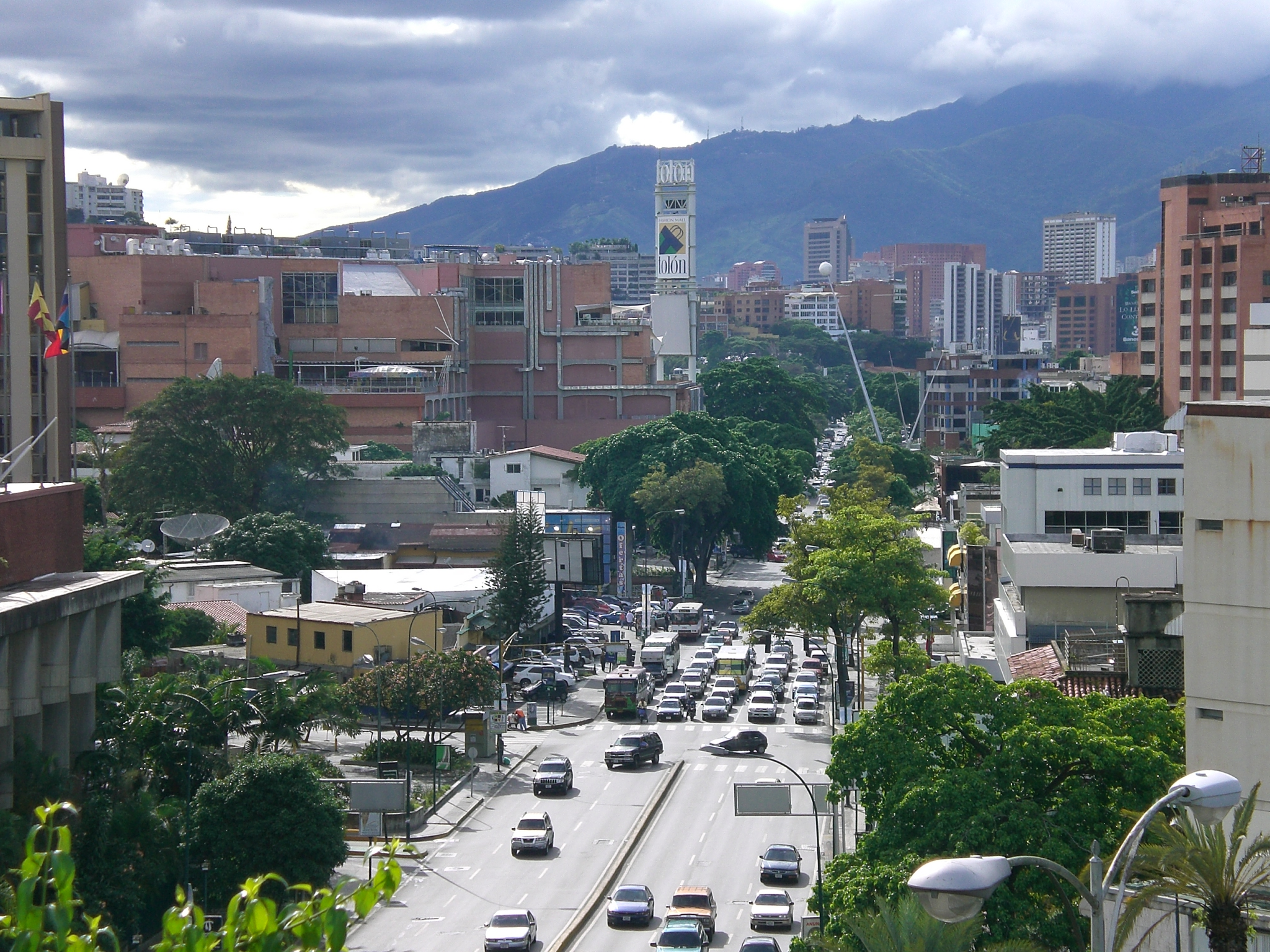
A Las Mercedes-negyed
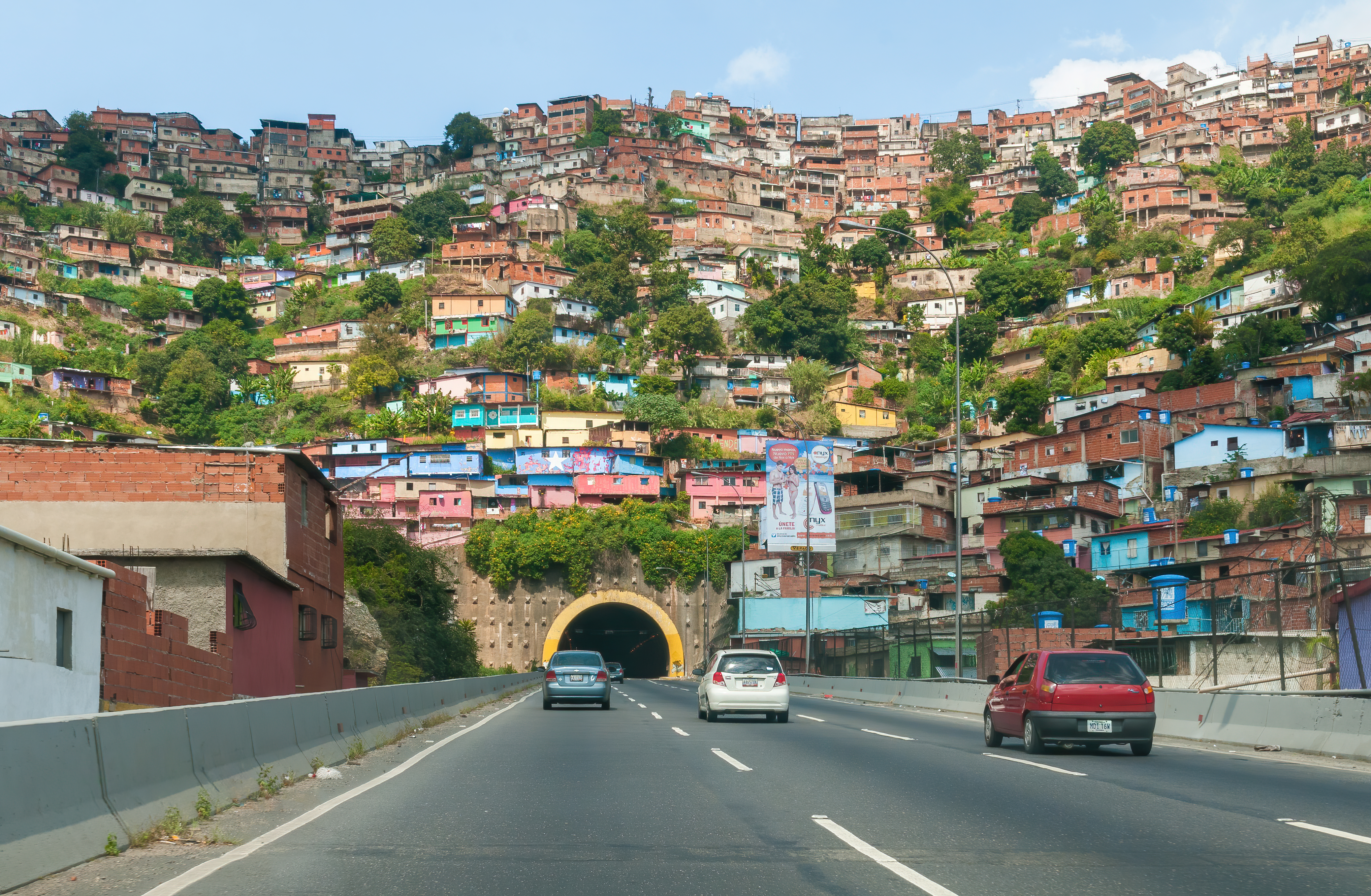
Az El Paraiso alagút bejárata
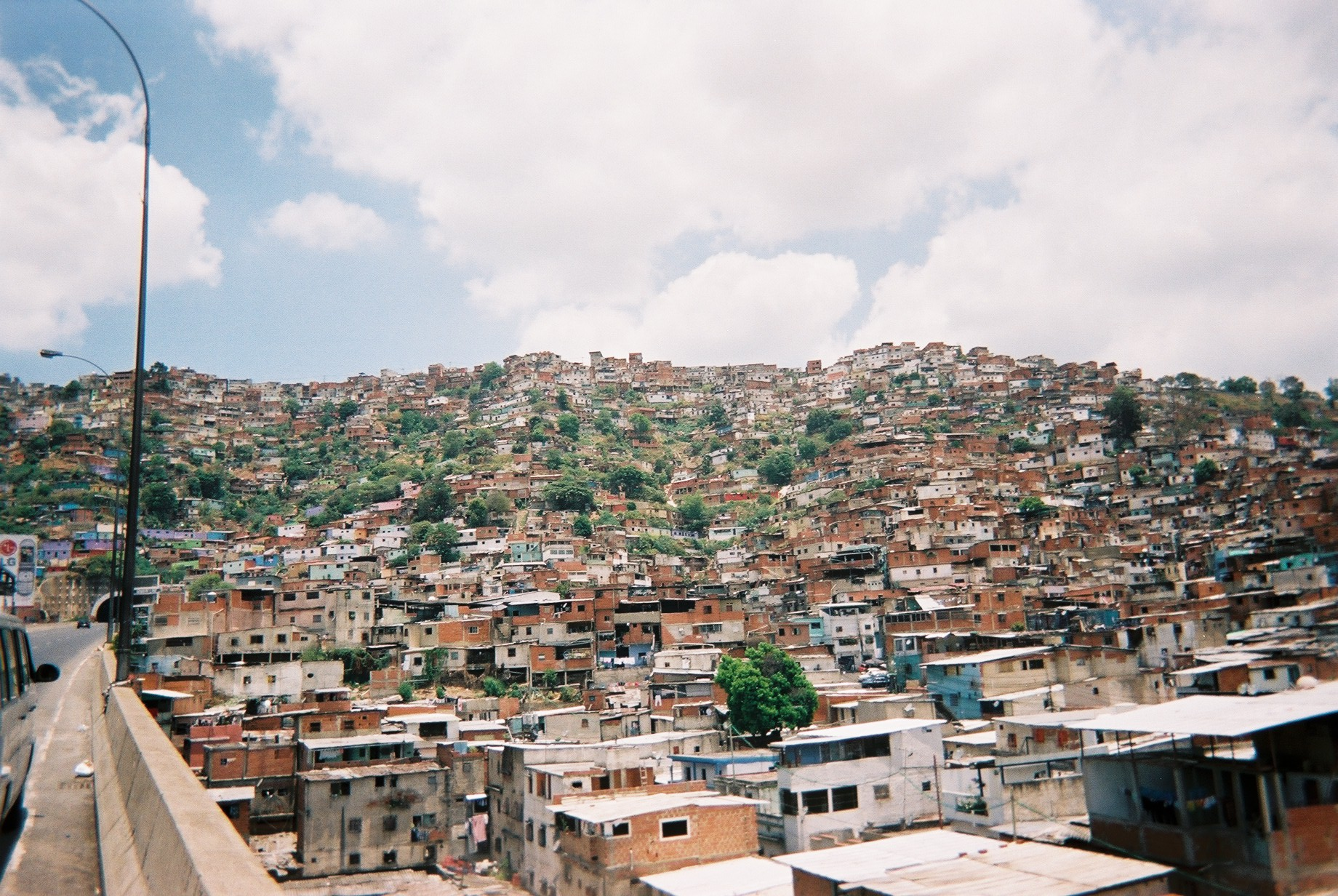
A Los Barrios nevű szegénynegyed
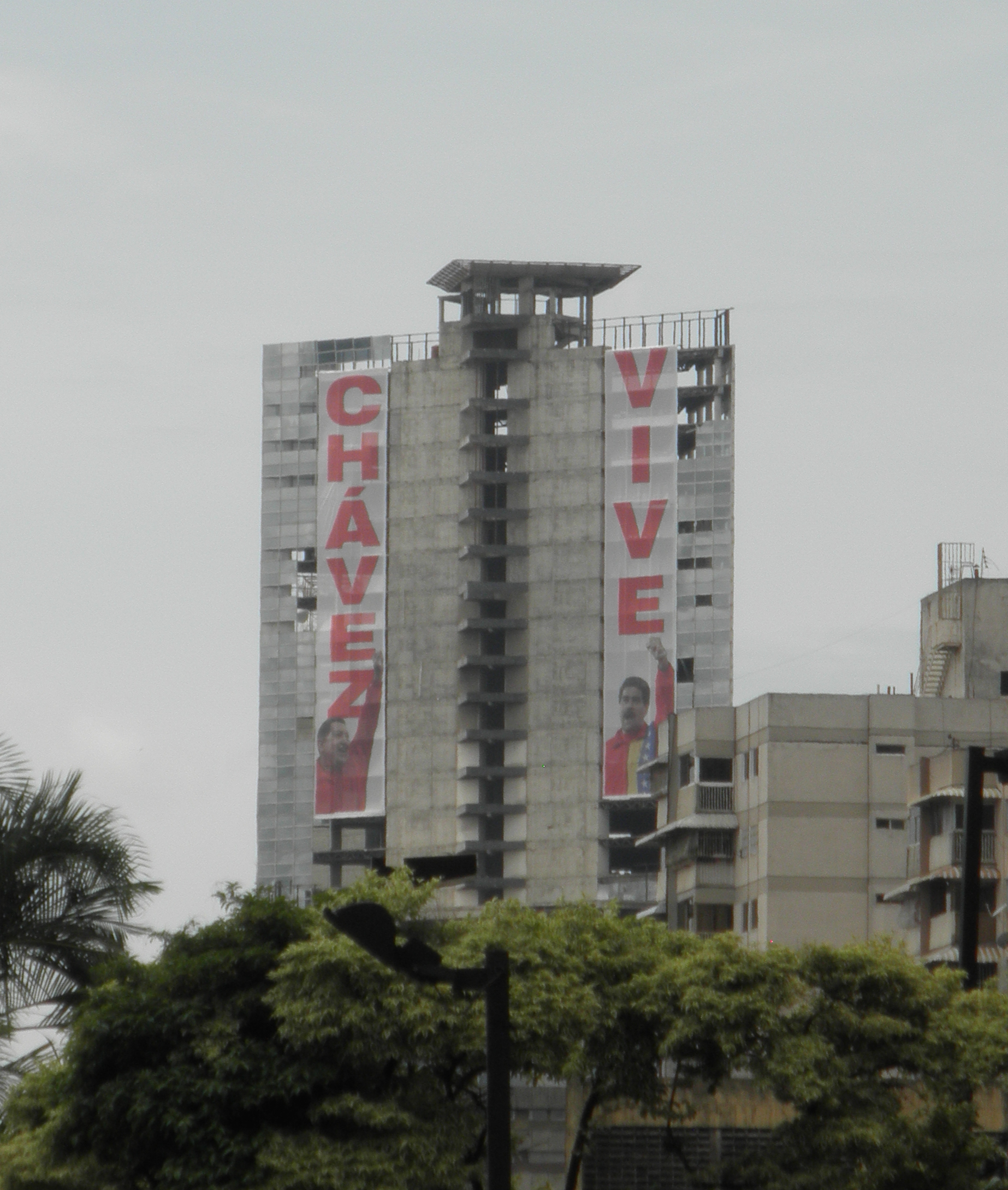
A Dávid-torony